# (4506) Hendrie
(4506) Hendrie est un astéroïde de la ceinture principale.

## Description
(4506) Hendrie est un astéroïde de la ceinture principale. Il fut découvert le 24 mars 1990 à Stakenbridge par Brian G. W. Manning. Il présente une orbite caractérisée par un demi-grand axe de 2,88 UA, une excentricité de 0,01 et une inclinaison de 3,0° par rapport à l'écliptique.

## Compléments